# Gillan's Inn
Gillan's Inn album je Britanskog rock glazbenika i pjevača Iana Gillana koji izlazi na CD-u i DVD-u u travnju 2006.g. Gillan je s ovim albumom obilježio četrdesetogodišnju karijeru a snimio ga je u suradnji s mnogim glazbenicima od kojih su neki, Joe Satriani, Roger Glover, Steve Morse, Jeff Healey i drugi.

## Popis pjesama

### CD
1. "Unchain Your Brain"
2. "Bluesy Blue Sea"
3. "Day Late and a Dollar Short"
4. "Hang Me Out to Dry"
5. "Men of War"
6. "When a Blind Man Cries"
7. "Sugar Plum"
8. "Trashed"
9. "No Worries"
10. "Smoke on the Water"
11. "No Laughing in Heaven"
12. "Speed King"
13. "Loving on Borrowed Time"
14. "I'll Be Your Baby Tonight"

### DVD
1. "Unchain Your Brain" obradio Joe Satriani
2. "Bluesy Blue Sea" featuring Janick Gers
3. "Day Late And A Dollar Short" obradio Uli Jon Roth i Ronnie James Dio
4. "Hang Me Out To Dry" obradio Joe Satriani
5. "Men Of War" obradio Steve Morse i Johnny Rzeznik
6. "When A Blind Man Cries" obradio Jeff Healey
7. "Sugar Plum" obradio Roger Glover i Ian Paice
8. "Trashed" obradio Tony Iommi, Roger Glover i Ian Paice
9. "No Worries obradio Michael Lee Jackson
10. "Demon’s Eye" obradio Jeff Healey, Jon Lord i Michael Lee
11. "Smoke on the Water" obradio Steve Morse, Johnny Rzeznik, Ian Paice, Roger Glover, Robby Takac i The Mississauga Singers
12. "No Laughing In Heaven" obradio Roger Glover i Ian Paice
13. "Speed King" obradio Joe Satriani
14. "Loving On Borrowed Time" obradio Steve Morris, Steve Morse, i Uli Jon Roth
15. "I’ll Be Your Baby Tonight" obradio Joe Elliott